# Behbeit El-Hagara
Behbeit El-Hagara (égyptien : Heby(t) ou Per-Heby(t)) est un site archéologique situé dans le douzième nome de Basse-Égypte et qui contient les vestiges d'un ancien temple égyptien dédié à la déesse Isis, connu sous le nom d'Iséion ou Iseum. Le site se trouve le long de la branche Damiette du Nil, à sept kilomètres au nord-est de Sebennytos et à huit kilomètres à l'ouest de Mansourah. Le site est certainement le champ de granit le plus spectaculaire de tout le delta du Nil avec son temple d'Isis.

## Histoire
Dans l'Antiquité, le site faisait partie du nome de Sebennytos, le douzième nome de Basse-Égypte. Les textes égyptiens anciens font référence au site dès le Nouvel Empire (vers 1550-1070 avant notre ère), mais il se peut qu'il s'agisse d'une simple ramification de Sebennytos plutôt que d'une ville à part entière.
Des sources aussi anciennes que les textes des pyramides, datant au moins de la Ve dynastie, indiquent qu'Isis était liée à la région de Sebennytos, et qu'elle et son culte pourraient y être originaires. Cependant, aucun temple majeur ne lui a été dédié avant la XXXe dynastie, lorsque ses temples de Philæ et de Behbeit El-Hagara ont commencé à être construits Les deux temples étaient parallèles, Philæ servant de centre de culte principal d'Isis en Haute-Égypte et Behbeit El-Hagara étant son homologue en Basse-Égypte.
L'enceinte sacrée était formée d'un mur de briques crues sur 460 mètres de longueur et 300 mètres de large. De cette immense enceinte de briques, il ne reste plus rien.
Au nord-ouest se trouve un marécage couvert de roseaux. Ce serait l'ancien lac sacré du temple.
Le temple proprement dit d'Isis avait 120 mètres de longueur, ou 180 en comprenant le pronaos, et 60 mètres de largeur.
L'Iseum représentait l'un des sanctuaires majeurs de la déesse en Égypte et formait avec celui de Philæ un des centres de pèlerinage très populaires à l'époque gréco-romaine.

## Découverte
Le site est découvert au début du XVIIIe siècle par Paul Lucas. D'après les relevés des voyageurs du XVIIIe siècle et le plan de la Description de l'Égypte réalisé par les savants de Bonaparte, une grande enceinte délimitait le temple central dédié à la déesse Isis.
Vers 1875, l'Iseum était dans un état de bouleversement complet. Les murs étaient renversés, les blocs entassés les uns sur les autres sur une grande hauteur. Il était impossible de reconnaître dans ce chaos le plan primitif de ce temple dédié à la déesse Isis. L'archéologue Christine Favard-Meeks a proposé une reconstitution historique de ce temple.

## Toponymie
Dans l'Égypte antique, le site a eu plusieurs noms :
| H | D58 | M17 · M17 | W4 |

| H | D58 | M17 · M17 | W4 |

| H | D58 | W4 | O49 |

| H | D58 | W4 | O49 |

| H | D58 | M17 · M17 | O49 |

| H | D58 | M17 · M17 | O49 |

| H | D58 | M17 · M17 | W4 |

| H | D58 | M17 · M17 | W4 |

| H | D58 | W4 | O49 |

| H | D58 | W4 | O49 |

| H | D58 | M17 · M17 | O49 |

| H | D58 | M17 · M17 | O49 |

| H | D58 | M17 · M17 | W4 | X1 · O49 |

| H | D58 | M17 · M17 | W4 | X1 · O49 |

| H | D58 | W4 | X1 · O49 |

| H | D58 | W4 | X1 · O49 |

| H | D58 | M17 · M17 | X1 · O49 |

| H | D58 | M17 · M17 | X1 · O49 |

| H | D58 | M17 · M17 | W4 | X1 · O49 |

| H | D58 | M17 · M17 | W4 | X1 · O49 |

| H | D58 | W4 | X1 · O49 |

| H | D58 | W4 | X1 · O49 |

| H | D58 | M17 · M17 | X1 · O49 |

| H | D58 | M17 · M17 | X1 · O49 |

| O1 · Z1 | W4 | D58 | M17 · M17 | O49 |

| O1 · Z1 | W4 | D58 | M17 · M17 | O49 |

| O1 · Z1 | W4 | D58 | M17 · M17 | O49 |

| O1 · Z1 | W4 | D58 | M17 · M17 | O49 |

| O1 · Z1 | W4 | X1 · O49 |

| O1 · Z1 | W4 | X1 · O49 |

| O1 | H | D58 | M17 · M17 | X1 · W4 | X1 · O49 |

| O1 | H | D58 | M17 · M17 | X1 · W4 | X1 · O49 |

| O1 · Z1 | W4 | X1 · O49 |

| O1 · Z1 | W4 | X1 · O49 |

| O1 | H | D58 | M17 · M17 | X1 · W4 | X1 · O49 |

| O1 | H | D58 | M17 · M17 | X1 · W4 | X1 · O49 |